# Amédée de Vallombrosa
Amédée Joseph Gabriel Marie Manca-Amat de Vallombrosa, né le 24 mars 1880 à Cannes et mort le 9 février 1968 dans le 7e arrondissement de Paris, est un organiste et compositeur français.

## Biographie
Il est le fils d'un aristocrate français, d'origine et de noblesse sarde, Riccardo Manca-Amat, duc de Vallombrosa et d'Asinara (1834-1903) et de Geneviève de Pérusse des Cars (1836-1886). Il est par ailleurs le petit-fils d'Amédée de Pérusse, duc des Cars et le frère du marquis de Morès, un aventurier et militant politique.
Malgré sa fortune familiale, Amédée de Vallombrosa ne choisit pas la voie des affaires et dédie très tôt sa vie à la musique et à l'orgue. 
Personnage simple, il refusera toujours de mettre en avant ses titres nobiliaires, cherchant à ne se faire connaître que par sa musique. Il composa plusieurs œuvres de musique sacrée, un Noël hollandais, des motets, une cantate, une messe de Te Deum, une Messe brève...
Il s'érigea en défenseur du chant grégorien et participa à la création de l'Association française Una Voce, en 1964.
Il est l'élève, le suppléant et l'ami du grand organiste Charles-Marie Widor. Il succède en 1910 à Camille Rage au grand orgue de l'église Saint-Leu-Saint-Gilles, tout en occupant également le poste de maître de chapelle. En 1928, il succède à Félix Raugel comme maître de chapelle de l'église Saint-Eustache.
Il continue de travailler la musique jusqu'à la fin de sa vie. À plus de 80 ans, il joue encore sur l'orgue de chœur de l'église Saint-Eustache.

### Mariage et descendance
Il épouse à Paris le 17 novembre 1906 Geneviève Lannes de Montebello (Paris 7e, 5 mai 1875 - Paris 7e, 30 mars 1961), fille de Jean Lannes, comte de Montebello, et de Marie Louise Anne Albertine de Briey. Elle était la petite-fille de Gustave Olivier Lannes de Montebello, général, sénateur, grand-croix de la Légion d'honneur, l'arrière petite-fille du maréchal Lannes et celle d'Alban de Villeneuve Bargemon, préfet, député. Dont deux enfants :
- Jean Manca-Amat de Vallombrosa, officier d'état-major (Paris 7e, 11 décembre 1907 - mort pour la France, 11 juin 1940), sans descendance ;
- Marie Claire Albertine Roselyne Geneviève Manca-Amat de Vallombrosa (Paris 7e, 19 septembre 1910 - château d'Ansouis, 21 août 1988), mariée à Paris 7e le 6 janvier 1936 avec Foulques de Sabran Pontevès, duc de Sabran (1908-1973), dont postérité. Leur fille Gersende de Sabran Pontevès épouse Jacques d'Orléans, duc d'Orléans.